# My Block
"My Block" foi o primeiro single do sétimo álbum do rapper Scarface, The Fix.
Atingiu o número 46 no gráfico de posições Hot R&B/Hip-Hop Songs da revista Billboard.

## Lista de faixas

### Lado-A
1. "My Block" (Radio)
2. "My Block" (Album Version)
3. "My Block" (Instrumental)

### Lado-B
1. "Guess Who's Back" (Radio)
2. "Guess Who's Back" (Album Version)
3. "Guess Who's Back" (Instrumental)

## Paradas
| Parada                                       | Posição |
| -------------------------------------------- | ------- |
| Estados Unidos (Billboard R&B/Hip-Hop Songs) | 46      |